# Asklepiadzi
Asklepiadzi (gr. Ἀσκληπιάδαι Asklēpiádai, łac. Asclepiadae) – w mitologii greckiej potomkowie Asklepiosa, lekarze i uzdrowiciele, którym bóg Apollo przekazał wiedzę (magiczną) o leczeniu i zapobieganiu chorobom. W starożytnej Grecji mianem asklepiadów określano wszystkich lekarzy.
W III wieku p.n.e. podzielili się na dogmatyków (leczenie oparte na teorii dotychczas poznanej) i empiryków (leczenie objawowe na podstawie doświadczenia).

## Przedstawiciele
- Arystoteles – twórca pierwszego systemu klasyfikacji zwierząt i biologii
- Erasistratos z Keos – opisał układ limfatyczny i odróżnił nerwy sensoryczne od motorycznych
- Filinos z Kos – założyciel empiryków i uczeń Herofilosa
- Herofilos z Chalcedonu – identyfikacja układu nerwowego i obiegu krwi[3]
- Hippokrates z Kos – "ojciec medycyny"
- Straton z Lampsaku – umiejscowił duszę w mózgu
- Teofrast z Eresos – twórca systemu klasyfikacji roślin i botaniki[4].